# Jan Gebauer
Jan Gebauer (Úbislavice [régi német nevén: Auslauf], 1838. október 8. – Prága, 1907. május 25.) cseh szlavista, nyelvész, egyetemi tanár.

## Munkássága
A prágai Károly Egyetemen szláv filológiai tanulmányokat folytatott. Előbb középiskolai tanár volt, majd a prágai egyetemen a szláv nyelv és irodalom rendkívüli, 1881-től pedig rendes tanára lett. Alapvető munkát végzett a cseh nyelv történetének kutatásában és nyelvtanának feldolgozásában. Értekezéseinek hosszú sora 1874-től kezdve a Listy filologické című folyóiratban jelent meg, amelynek kezdettől társszerkesztője volt. Különös érdeme, hogy leleplezte a Václav Hanka cseh régész, filológus által „fölfedezett” hamisított kéziratokat (a Rukopis královédvorský-t [a Königinhofi kéziratot] és a Rukopis zelenohorský-t. 

## Fő művei
- Mluvnice česká pro školy střední a ústavy učitelské. [Cseh nyelvtan a középiskolák és a tanítóképzők számára.] Két kötet: 1. Nauka o slově [Morfológia]; 2. Skladba [Szintaxis] (Prága-Bécs, 1890).
- Historická mluvnice jazyka českého [A cseh nyelv történeti nyelvtana]. Ennek életében csak két része jelent meg három kötetben:
  - Hláskosloví [Hangtan] (Prága, 1894)
  - Tvarosloví [Alaktan] 1. Skloňování [főnévragozás] (1896), 2. Časování [igeragozás] (1898). A harmadik rész: Skladba [Szintaxis] František Trávníček átdolgozásában 1929-ben jelent meg.
- Slovník staročeský [Cseh nyelvtörténeti szótár], melyből a szerző életében megjelent az I. kötet (A–J, Prága 1903) és a II. kötetből a 10–15. füzet (K–N); halála után tanítványa, Emil Smetánka folytatta és adta ki.